# 코이두

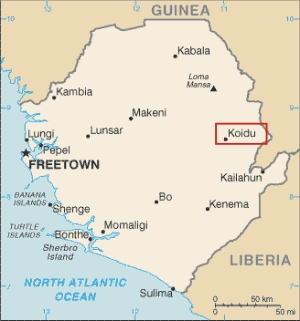
코이두의 위치

코이두(Koidu)는 시에라리온 동부에 위치한 도시로, 시에라리온에서 네 번째로 큰 도시이며 인구는 87,789명(2004년 기준)이다. 다이아몬드가 많이 매장되어 있다. 과거에는 시에라리온에서 두 번째로 큰 도시였지만 시에라리온 내전 때 이 지역에 많이 매장된 다이아몬드를 놓고 치열한 전투가 벌어지는 바람에 크게 파괴되었다.

## 사진

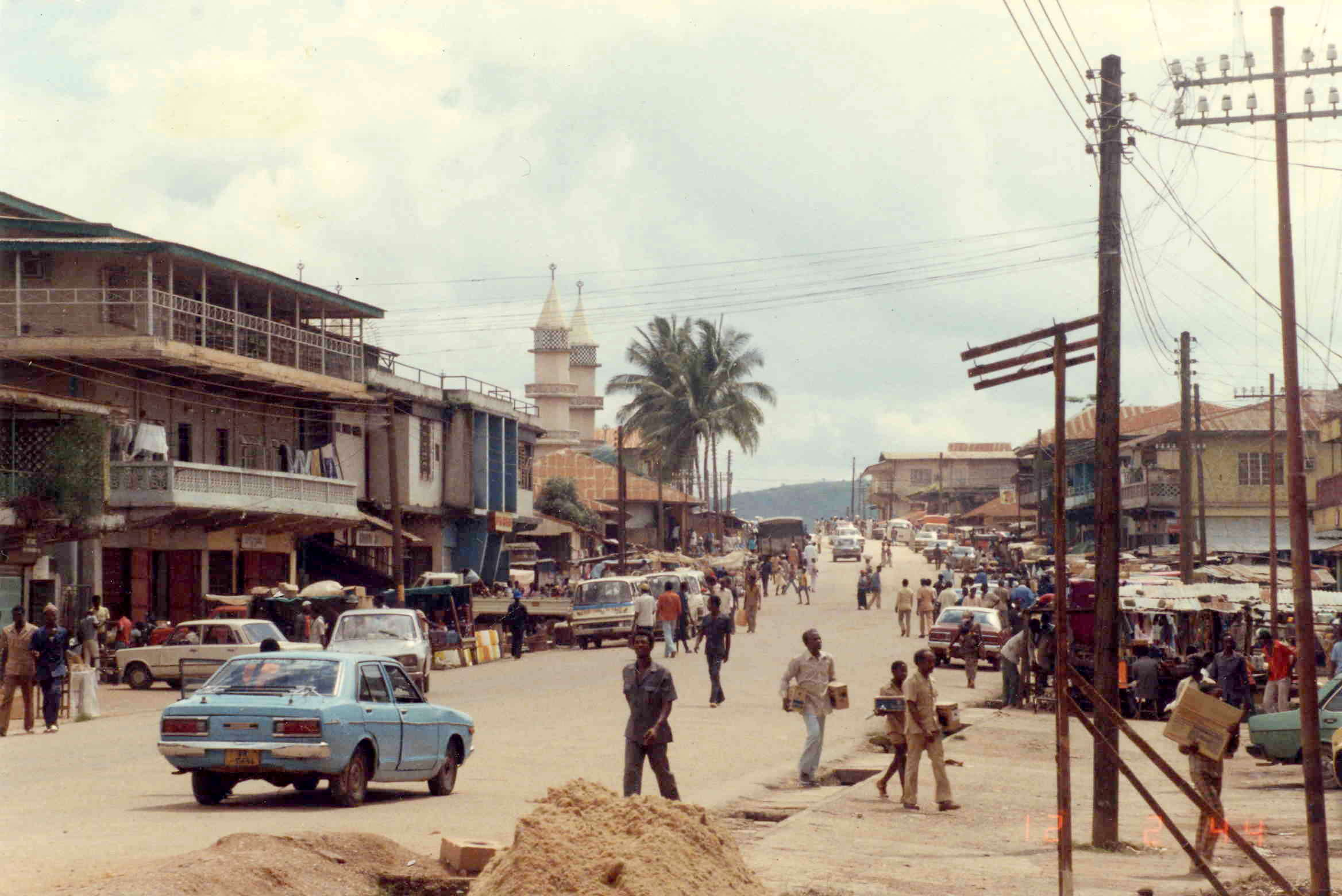
코이두 시가지
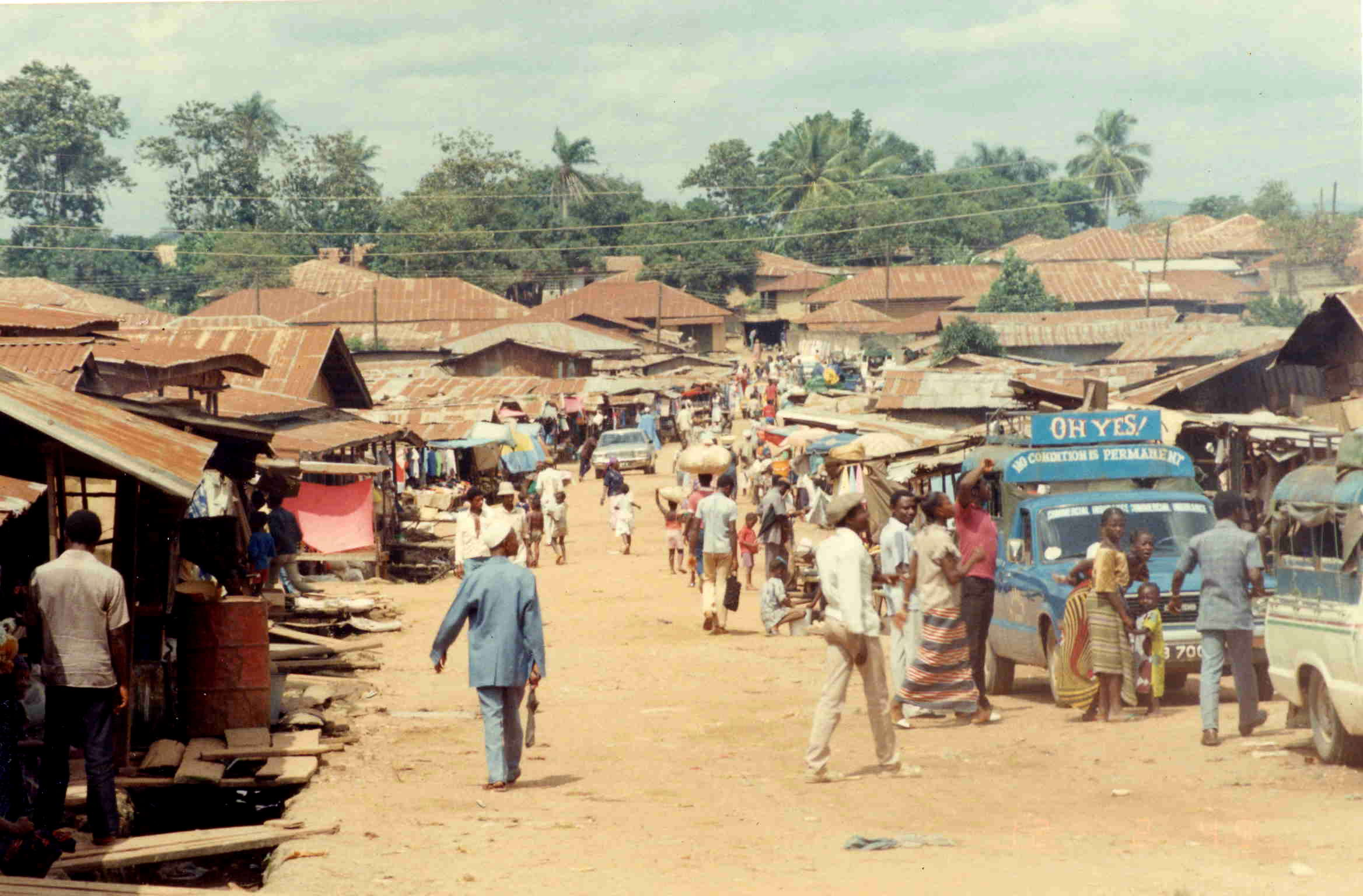
코이두 시장 풍경